# 朗湖 (梅爾基施-奧得蘭縣)
52°32′31″N 13°58′20″E / 52.54194°N 13.97222°E

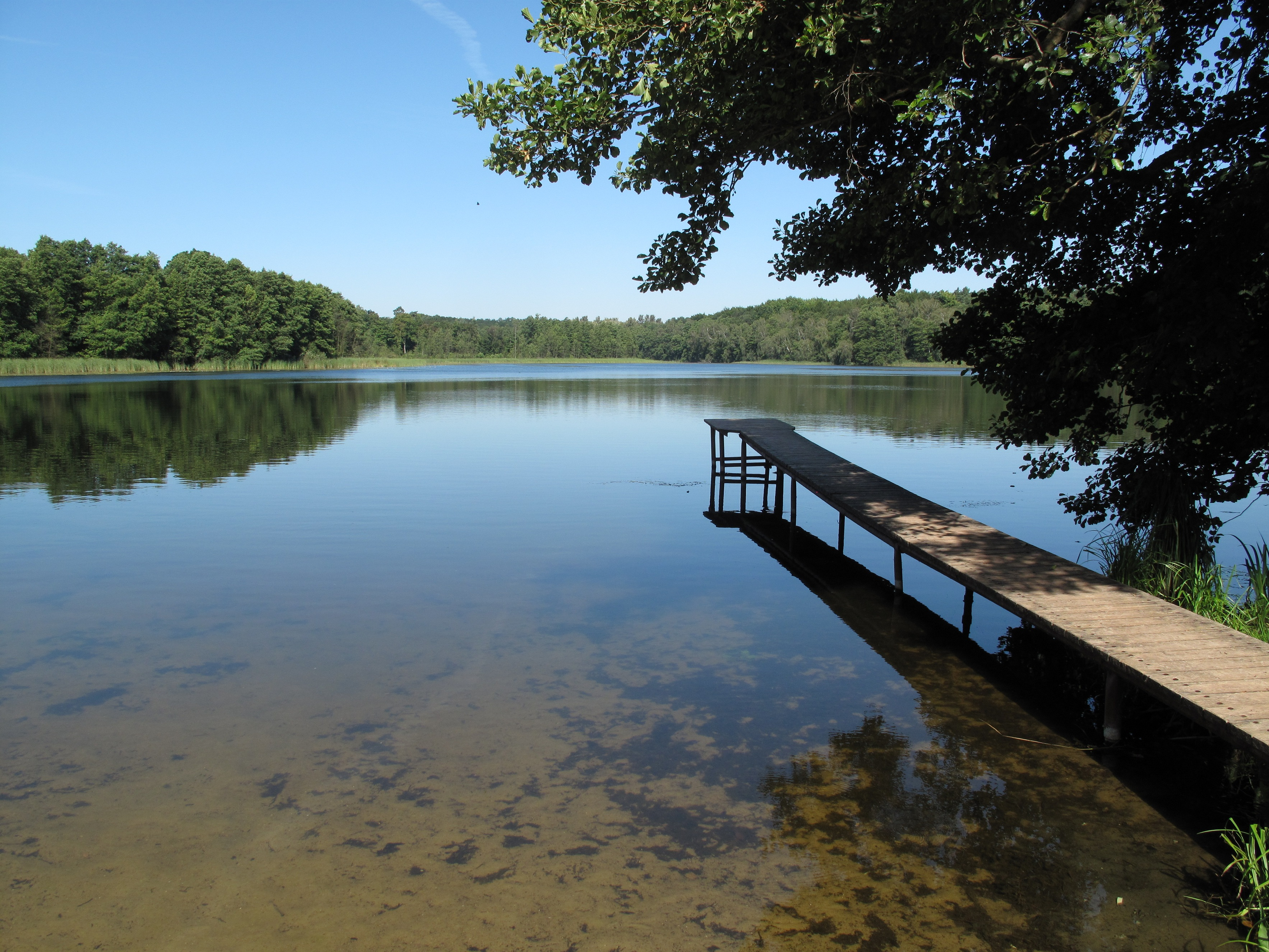

朗湖（德語：Langer See），是德國的湖泊，位於該國西南部，由勃蘭登堡州負責管轄，處於梅爾基施-奧得蘭縣，面積0.34平方公里，海拔高度60米，平均水深2米，最大水深4米。